# Utbildningsutskottet
Utbildningsutskottet (UbU) är ett utskott i Sveriges riksdag. Utskottet bereder ärenden om förskoleverksamhet och skolbarnsomsorg, skolväsendet, högre utbildning och forskning samt studiestöd.
Utskottets ordförande är Fredrik Malm (L), dess vice ordförande är Åsa Westlund (S).

## Lista över utskottets ordförande
| Namn | Namn                 | Ämbetsperiod | Politisk tillhörighet |
| ---- | -------------------- | ------------ | --------------------- |
|      | Stig Alemyr          | 1970–1982    | Socialdemokraterna    |
|      | Georg Andersson      | 1983–1986    | Socialdemokraterna    |
|      | Lars Gustafsson      | 1986–1991    | Socialdemokraterna    |
|      | Ann-Cathrine Haglund | 1991–1993    | Moderaterna           |
|      | Hans Nyhage          | 1993–1994    | Moderaterna           |
|      | Berit Löfstedt       | 1994–1995    | Socialdemokraterna    |
|      | Jan Björkman         | 1995–2006    | Socialdemokraterna    |
|      | Sofia Larsen         | 2006–2010    | Centerpartiet         |
|      | Margareta Pålsson    | 2010–2012    | Moderaterna           |
|      | Tomas Tobé           | 2012–2013    | Moderaterna           |
|      | Betty Malmberg       | 2013         | Moderaterna           |
|      | Tomas Tobé           | 2013–2014    | Moderaterna           |
|      | Lena Hallengren      | 2014–2018    | Socialdemokraterna    |
|      | Matilda Ernkrans     | 2018–2019    | Socialdemokraterna    |
|      | Gunilla Svantorp     | 2019–2022    | Socialdemokraterna    |
|      | Fredrik Malm         | 2022–        | Liberalerna           |

## Lista över utskottets vice ordförande
| Namn | Namn                 | Ämbetsperiod | Politisk tillhörighet | Notering                |
| ---- | -------------------- | ------------ | --------------------- | ----------------------- |
|      | Larz Johansson       | 1988–1991    | Centerpartiet         | 1988-10-11 – 1991-09-29 |
|      | Lena Hjelm-Wallén    | 1991–1994    | Socialdemokraterna    | 1991-10-08 – 1994-10-02 |
|      | Beatrice Ask         | 1994–1998    | Moderaterna           |                         |
|      | Britt-Marie Danestig | 1998–2006    | Vänsterpartiet        |                         |
|      | Marie Granlund       | 2006–2010    | Socialdemokraterna    |                         |
|      | Mikael Damberg       | 2010–2012    | Socialdemokraterna    |                         |
|      | Ibrahim Baylan       | 2012–2014    | Socialdemokraterna    |                         |
|      | Torkild Strandberg   | 2014         | Liberalerna           | 2014-10-07 – 2014-10-22 |
|      | Christer Nylander    | 2014–2018    | Liberalerna           | 2014-11-04 – 2018-09-24 |
|      | Roger Haddad         | 2018–2021    | Liberalerna           | 2018-10-02 – 2021-09-08 |
|      | Fredrik Malm         | 2021–2022    | Liberalerna           | 2021-09-16 – 2022-09-26 |
|      | Åsa Westlund         | 2022–        | Socialdemokraterna    |                         |

## Lista över utskottets andre vice ordförande
| Namn | Namn               | Ämbetsperiod | Politisk tillhörighet | Notering                |
| ---- | ------------------ | ------------ | --------------------- | ----------------------- |
|      | Kristina Axén Olin | 2019–2022    | Moderaterna           | 2019-02-26 – 2022-01-28 |
|      | Lars Hjälmered     | 2022         | Moderaterna           | 2022-02-01 – 2022-09-26 |